# Ata-me!
Ata-me! (em castelhano:  ¡Átame!)  é um filme espanhol de 1990, do gênero drama, dirigido por Pedro Almodóvar.

## Sinopse
Após receber alta de um hospital psiquiátrico, um jovem de 23 anos chamado Ricky (Antonio Banderas) deseja reencontrar Marina Osorio (Victoria Abril), uma estrela de filmes pornográficos, envolvida com drogas, e com quem passara uma noite no passado. Durante seu período de internação, Ricky fora amante da diretora do hospital.
Ricky descobre o paradeiro de Marina através de um anúncio de jornal do novo filme da moça. Ele vai até o estúdio onde Marina está no último dia de filmagem de "O fantasma da meia-noite", um filme de terror sobre um homem musculoso, mascarado e terrivelmente mutilado que é apaixonado pela personagem de Marina. O filme é dirigido por Máximo Espejo, um velho diretor confinado a uma cadeira de rodas após um colapso nervoso. Máximo é um gentil mentor de Marina, e ameaça expulsar um jornalista que menciona as palavras "pornô" e "viciado" na presença de Marina. Sua proteção da atriz não é completamente inocente, pois ele é atraído sexualmente por Marina.
Quando Ricky chega ao set de filmagem, ele rouba alguns itens necessários, inclusive a chave do apartamento de Marina. Munido de uma peruca, Ricky tenta atrair a atenção de Marina fazendo uma parada de mão, mas Marina não se lembra dele e o dispensa.
Depois de filmar a última cena do filme, Marina vai para sua casa, para se preparar para a festa de encerramento das filmagens. Ricky a segue. Quando Marina abre a porta, Ricky entra à força. Ele a agarra e lhe dá uma cabeçada para ela parar de gritar. Ele tampa sua boca com um esparadrapo e amarra suas mãos com uma corda. Marina acorda com uma intensa dor de cabeça que remédios normais não conseguem aliviar, pois ela é viciada em drogas pesadas. Ricky explica que a capturou porque, uma vez que ela o conheça melhor, ela se apaixonará por ele, eles se casarão e terão filhos. Marina diz que nunca o amará, mas Ricky duvida.
Marina consegue convencer Ricky a levá-la a um médico por causa de sua dor de cabeça. Ricky a deixa a sós com o médico por um curto espaço de tempo, e ela não consegue pedir socorro ao médico. Eles não conseguem obter os remédios na farmácia, então Ricky tenta obtê-los no mercado negro. Mas, ao invés de pagar por eles, Ricky ataca o contrabandista.
Durante a festa de encerramento das filmagens, a irmão de Marina, Lola, que é diretora-assistente do filme, faz uma apresentação musical. Preocupada com a ausência da irmã, Lola vai ao apartamento desta e deixa um bilhete. Para evitar ser descoberto, Ricky transfere Marina para o apartamento vizinho, que está vazio. O dono do apartamento havia deixado as chaves com Lola, para que ela regasse suas plantas durante sua ausência.
Na rua novamente, Ricky é localizado pelo contrabandista que ele havia agredido. Ricky é agredido, roubado e deixado inconsciente. Durante sua ausência, Marina tenta escapar. Mas, quando Ricky retorna cheio de feridas e sangue, ela percebe a vulnerabilidade de Ricky e sua devoção para com ela. Ela limpa as feridas de Ricky, e percebe que se apaixonou por ele. Eles fazem amor, e eles decidem viajar à cidade natal dele.
Quando Ricky se prepara para sair para roubar um carro para a viagem, Marina diz para ele a amarrar, para que ela não tente escapar. Durante a ausência de Ricky, Lola entra novamente no apartamento, descobre Marina amarrada e a liberta. Marina lhe diz que está apaixonada pelo raptor. Lola se surpreende ao ser informada que Marina não quer ser libertada, mas aceita dirigir o carro até a cidade de Ricky. Elas o encontram nas ruínas da casa da família. Os três retornam para a cidade no carro. Lola promete, a Ricky, lhe arranjar um emprego dentro de uma semana, Marina chora de alegria, e os três cantam como uma família normal, enquanto o carro se afasta.

## Produção

### Escolha do elenco
O filme marcou o rompimento de Almodóvar com sua estrela de longa data Carmen Maura, abrindo uma ferida que demoraria muitos anos para ser sanada. De qualquer maneira, com a idade de 44 anos, Maura estava muito velha para ser a protagonista, papel que exigia uma atriz mais jovem. O filme foi o início de uma bem-sucedida relação do diretor com Victoria Abril, em quem ele já havia pensado para os papéis de Cristal, a vizinha prostituta de Que Fiz Eu para Merecer Isto?, e Candela, a modelo que foge de uma relação com um terrorista em Mulheres à Beira de um Ataque de Nervos. Abril fizera uma participação em A Lei do Desejo, e já era uma atriz estabelecida, identificada com fortes personagens femininas.
O papel de protagonista masculino é interpretado por Banderas, em seu quinto e mais importante trabalho com Almodóvar. Sua participação no filme fez decolar sua carreira nos Estados Unidos. Loles León, uma comediante de stand-up, interpreta Lola, a irreverente irmã de Marina. Ela já havia aparecido anteriormente como a telefonista enxerida de "Mulheres à beira de um ataque de nervos". Francisco Rabal, um dos mais importantes atores espanhóis, interpretou o diretor do filme. Almodóvar escolheu sua própria mãe, Francisca Caballero, para ser a mãe de Marina. Rossy de Palma, a atriz de aparência picassoana descoberta por Almodóvar em 1986, interpreta o pequeno papel de uma traficante de drogas.

### Análise
Almodóvar negou, veementemente, que as cordas no filme têm relação com sadomasoquismo. Não há carga erótica nas cordas e mordaças. Ele explicou:

'Ata-me!' é, essencialmente, uma história de amor ou, melhor ainda, uma história de como uma pessoa tenta construir uma história de amor da mesma maneira como ela tenta conseguir um diploma: através de esforço, força de vontade e persistência... quando você não tem nada, como o protagonista, você tem de forçar tudo. Inclusive amor. Ricky possui, apenas (como dizem os cantores de flamenco), a noite, o dia e a vitalidade de um animal.
A ambição declarada de Ricky é ser um bom marido para Marina e um bom pai para seus filhos. De fato, a relação entre Ricky e Marina é forjada para ser uma paródia de relações semelhantes, como se a heterossexualidade (e sua consequência, o casamento) fosse como a síndrome de Estocolmo. As cordas são metáforas não de sexo pervertido, mas de doce ligação amorosa.
O livro segue o mito de A Bela e a Fera e a noção de que a selvageria da besta, em presença da bela, é domada por sentimentos gentis. Isso é recorrente em filmes como King Kong, Tarzan the Ape Man e Frankenstein. O tema também está presente na literatura da Espanha. Na famosa peça "A Vida É Sonho", de Calderón de la Barca, o personagem principal é Segismundo, um meio-homem, meio-besta, aprisionado por vinte anos. Uma vez liberto, ele descobre que sua violência é domada pela beleza feminina. O rapto apresentado no filme tem algumas semelhanças com o filme The Collector, dirigido por William Wyler, no qual um especialista em borboletas rapta uma jovem mulher para adicioná-la a sua coleção. The Collector foi adaptado do livro homônimo de John Fowles. Em estilo, tema e detalhes de enredo, no entanto, o filme de Almodóvar difere muito do filme de Wyler e do livro de Fowles. Rapto de noiva também é o tema central do musical de Hollywood Seven Brides for Seven Brothers.

### Gênero
O filme combina dois gêneros cinematográficos: comédia romântica e filme de terror. Apesar de alguns elementos sombrios, pode ser descrito como uma comédia romântica, e a mais clara história de amor do diretor. Almodóvar descreveu o filme como um "conto de fadas romântico". A corte violenta de Ricky sobre Marina segue, de uma maneira exagerada, o caminho do gênero de filmes românticos, como os que se tornaram populares no final da década de 1950 com Doris Day contracenando com várias estrelas: Pillow Talk (1959), com Rock Hudson; Move Over, Darling (1963), com James Garner; e That Touch of Mink (1962), com Cary Grant.
O filme também se baseia na tradição dos filmes de terror. Marina interpreta a protagonista do filme de terror "O fantasma da meia-noite", no qual ela contra-ataca um ataque do fantasma da meia-noite, subvertendo a fórmula clássica do gênero de terror, no qual a mulher sempre é uma vítima. Essa atitude de Marina no filme encontra paralelo na relação de Marina com Ricky. Enquanto filma "O fantasma da meia-noite", Lola nota que o filme é "mais uma história de amor do que uma história de terror", ao que o diretor Máximo responde: "algumas vezes, elas são indistinguíveis". "O fantasma da meia-noite" não é, apenas, um filme dentro de um filme: assim como a garota de "O fantasma da meia-noite" derrota o monstro, Marina também consegue domar Ricky. De certa forma, "Ata-me!" é uma extensão de "O fantasma da meia-noite". Os dois filmes misturam diferentes versões de "A bela e a fera" que podem ser incluídas nos gêneros de história de amor e história de terror. "Ata-me!" também faz referência a dois filmes de terror: Invasion of the Body Snatchers (1956) e A Noite dos Mortos-Vivos (1968). Máximo possui um pôster do primeiro filme em sua sala de edição, e Marina assiste ao segundo enquanto Ricky está fora.

### Música
A trilha sonora do filme foi composta por Ennio Morricone ao estilo de um thriller, e lembra o trabalho de Bernard Herrmann em Psycho, de Alfred Hitchcock. Almodóvar admirava as trilhas sonoras de Morricone em westerns, mas achou que o seu trabalho em "Ata-me!" ficou convencional e pouco inspirado, similar demais ao seu trabalho em Frantic. Como resultado, Almodóvar usou apenas metade da música de Morricone.
O filme dá destaque a duas canções: "Resistirei", do Duo Dinâmico, um duo pop espanhol da década de 1960, sugerindo a alegre resistência de Marina à corte inusual de Ricky; e "Canção da alma", bolero popularizado na América Latina por Alfredo Sadel. Esta última canção é interpretada por Lola, irmã de Marina, na festa de encerramento das filmagens de "O fantasma da meia-noite", suavizando a cena do rapto de Marina.

## Recepção
É o oitavo filme de Almodóvar. Foi finalizado no final de 1989. Sua estreia ocorreu no Festival Internacional de Cinema de Berlim, no início de 1990, de uma forma pouco auspiciosa. O projetor quebrou. Na conferência de imprensa que se seguiu, Almodóvar, cujos filmes eram pouco entendidos na Alemanha, foi submetido a pesado interrogatório sobre sua homossexualidade, abuso de drogas e a hispanidade de seu filme.
Lançado na Espanha em janeiro de 1990, foi um enorme sucesso, e se tornou a maior arrecadação do cinema espanhol naquele ano, sendo visto por mais de 1 000 000 de pessoas. Teve mais do que o dobro de espectadores em relação ao filme espanhol mais aclamado pelos críticos naquele ano, ¡Ay, Carmela!, de Carlos Saura, que era estrelado pela antiga musa de Almodóvar, Carmen Maura.
De um modo geral, o filme foi bem recebido pelos críticos espanhóis. Lluis Bonet, escrevendo no jornal La Vanguardia, chamou o filme de "uma história de amor suave e terrível", concordando com o diretor que a melhor cena era aquela em que Marina, inicialmente feita refém por Ricky, termina pedindo que ele a amarre para que ela não fuja do amor que ele havia despertado nela. O crítico Javier Maqua, do jornal Cinco Dias, disse que o pedido de Marina era uma demonstração do "mais intenso amor". Rosy de Palma, que interpreta uma traficante de drogas no filme, explicou que o rapto do filme não deveria ser repetido na vida real, e só era justificado pelo "caráter excepcional dos personagens".
Os críticos britânicos demoraram para se acostumar a Almodóvar, e desprezaram "Ata-me!". Lawrence O'Toole, na revista Sight & Sound, descreveu o filme como "muito banal, esquemático e, essencialmente, sem humor".
Nos Estados Unidos, o filme encontrou oposição das agências de classificação e do público devido a uma longa cena de sexo e a duas cenas em que Marina e posteriormente sua irmã Lola sentam na privada para urinar. Particularmente controversa foi a cena com Marina na banheira, se masturbando com um aparelho de mergulho. O filme foi envolvido numa disputa de classificação. Eventualmente, foi liberado sem qualificação, sendo criticado por feministas por seus tons sadomasoquistas e seu bem-sucedido rapto e abuso de mulher. Espectadores também criticaram o filme por "aprovar o comportamento de Ricky, sugerindo que é aceitável brutalizar e subjugar uma mulher, desde que movido por um afeto sincero".

## Elenco
- Antonio Banderas .... Ricky
- Victoria Abril .... Marina Osorio
- Loles León .... Lola
- Julieta Serrano ....  Alma
- María Barranco ....  médica
- Rossy de Palma ....  traficante de drogas
- Francisco Rabal ....  Máximo Espejo
- Lola Cardona .... diretora do hospital psiquiátrico
- Concha Rabal .... farmacêutica

## Premiações
- vencedor na categoria "Melhor Ator" (Antonio Banderas) no Festival de Cinema de Cartagena, 1991
- vencedor na categoria "Melhor Filme Espanhol" no Sant Jordi Awards, 1991
- vencedor na categoria "Melhor Ator" (Antonio Banderas) no Prêmios ACE, 1991
- vencedor na categoria "Melhor Filme" no Prêmios ACE, 1991
- vencedor na categoria "Melhor Atriz Coadjuvante" (Loles León) no Prêmios ACE, 1991